# Groot-Brittannië op de Olympische Zomerspelen 1900
Het Verenigd Koninkrijk van Groot-Brittannië en Ierland nam als Groot-Brittannië deel aan de Olympische Zomerspelen 1900 in Parijs, Frankrijk. Het was de tweede deelname.

## Medailleoverzicht
| Sport     | Olympiër | Discipline               | Medaille |
| --------- | --- | ------------------------ | -------- |
| Atletiek  | Alfred Tysoe | 800m (m)                 | Goud     |
| Atletiek  | Charles Bennett | 1500m (m)                | Goud     |
| Atletiek  | John Rimmer | 4000m steeplechase (m)   | Goud     |
| Cricket   | Charles Beachcroft Harry Corner Arthur Birkett Frederick Cuming Alfred Bowerman William Donne George Buckley Alfred Powlesland Francis Burchell John Symes Frederick Christian Montagu Toller                        | mannen                   | Goud     |
| Tennis    | Laurence Doherty | enkelspel (m)            | Goud     |
| Tennis    | Charlotte Cooper | enkelspel (v)            | Goud     |
| Tennis    | Laurence Doherty Reginald Doherty | dubbelspel (m)           | Goud     |
| Tennis    | Reginald Doherty Charlotte Cooper | dubbelspel (g)           | Goud     |
| Voetbal   | James Jones Richard Turner Claude Buckenham F. G. Spackman William Gosling John Nicholas Alfred Chalk Jack Zealley T. E. Burridge Henry Haslam William Quash                                                         | mannen                   | Goud     |
| Waterpolo | Thomas Coe Robert Crawshaw William Henry John Jarvis Peter Kemp Victor Lindberg Frederick Stapleton | mannen                   | Goud     |
| Zeilen    | Lorne Currie John Gretton Linton Hope Algernon Maudslay | 1/2-1 ton (m)            | Goud     |
| Zeilen    | Lorne Currie John Gretton Linton Hope Algernon Maudslay | open klasse (m)          | Goud     |
| Zeilen    | John Howard Taylor Edward Hore Harry Jefferson | 3-10 ton (m)             | Goud     |
| Zwemmen   | John Jarvis | 1000m vrije stijl (m)    | Goud     |
| Zwemmen   | John Jarvis | 4000m vrije stijl (m)    | Goud     |
| Atletiek  | Sidney Robinson | 2500m steeplechase (m)   | Zilver   |
| Atletiek  | Charles Bennett | 4000m steeplechase (m)   | Zilver   |
| Atletiek  | Patrick Leahy | hoogspringen (m)         | Zilver   |
| Golf      | Walter Rutherford | mannen                   | Zilver   |
| Rugby     | F. C. Bayliss Herbert Nicol J. Henry Birtles V. Smith James Cantion M. W. Talbot Arthur Darby Joseph Wallis Clement Deykin Claude Whittindale L. Hood Raymond Whittindale M. L. Logan Francis Wilson Herbert Loveitt | mannen                   | Zilver   |
| Tennis    | Harold Mahony | enkelspel (m)            | Zilver   |
| Atletiek  | Sidney Robinson | 4000m steeplechase (m)   | Brons    |
| Atletiek  | Patrick Leahy | verspringen (m)          | Brons    |
| Golf      | David Robertson | mannen                   | Brons    |
| Roeien    | Saint-George Ashe | skiff (m)                | Brons    |
| Tennis    | Reginald Doherty | enkelspel (m)            | Brons    |
| Tennis    | Arthur Norris | enkelspel (m)            | Brons    |
| Tennis    | Harold Mahony Arthur Norris | dubbelspel (m)           | Brons    |
| Zeilen    | Edward Hore | 10-20 ton (m)            | Brons    |
| Zwemmen   | Peter Kemp | 200m hinderiszwemmen (m) | Brons    |

## Deelnemers en resultaten

### Atletiek
Het Verenigd Koninkrijk won vier gouden atletiekmedailles inclusief als deel van een gemengd team dat bestond uit vier Britten en één Australiër. Op de 4000 meter steeplechase wonnen ze alle medailles.
| Olympiër          | Discipline             | Resultaat | Prestatie                                         |
| ----------------- | ---------------------- | --------- | ------------------------------------------------- |
| Alfred Tysoe      | 800m (m)               | Goud      | serie 1: 2de in 1.59,4 finale: 1ste in 2.01,2     |
| Charles Bennett   | 1500m (m)              | Goud      | 4.06,2                                            |
| John Rimmer       | 1500m (m)              | 7-9e      |                                                   |
| Sidney Robinson   | 2500m steeplechase (m) | Zilver    | 7.38,0                                            |
| Charles Bennett   | 4000m steeplechase (m) | Zilver    | 12.58,6                                           |
| John Rimmer       | 4000m steeplechase (m) | Goud      | 12.58,4                                           |
| Sidney Robinson   | 4000m steeplechase (m) | Brons     | 12.58,6                                           |
| E. Ion Pool       | marathon (m)           | DNF       | niet gefinisht                                    |
| Frederick Randall | marathon (m)           | DNF       | niet gefinisht                                    |
| William Saward    | marathon (m)           | DNF       | niet gefinisht                                    |
| Patrick Leahy     | verspringen (m)        | Brons     | kwalificatie: 5de met 6,71m finale: 3de met 6,95m |
| Patrick Leahy     | hink-stap-springen (m) | 4e        |                                                   |
| Patrick Leahy     | hoogspringen (m)       | Zilver    | 1,78m                                             |
| Launceston Elliot | discuswerpen (m)       | 11e       | kwalificatie: 11de met 31,0m                      |

### Cricket
Het cricketteam Devon en Somerset Wanderers vertegenwoordigde het Verenigd Koninkrijk in 1900. Het team won zijn enige wedstrijd, een tweedaagse wedstrijd met 12 spelers per team met 158 runs. Hiermee won het goud.
| Olympiër | Discipline | Resultaat | Prestatie |
| --- | ---------- | --------- | --------- |
| Charles Beachcroft Harry Corner Arthur Birkett Frederick Cuming Alfred Bowerman William Donne George Buckley Alfred Powlesland Francis Burchell John Symes Frederick Christian Montagu Toller | mannen     | Goud      | 158 runs  |

### Golf
Het Verenigd Koninkrijk was een van de vier landen die meededen aan het golf. Ze wonnen zilver en brons bij de mannen.
| Olympiër                  | Discipline | Resultaat | Prestatie  |
| ------------------------- | ---------- | --------- | ---------- |
| William Bathurst Dove     | mannen     | 7e        | 186 punten |
| David Donaldson Robertson | mannen     | Brons     | 175 punten |
| Walter Rutherford         | mannen     | Zilver    | 168 punten |
| George Thorne             | mannen     | 6e        | 185 punten |

### Roeien
Eén skiffeur trad op namens het Verenigd Koninkrijk en hij won brons.
| Olympiër          | Discipline | Resultaat | Prestatie                                                                   |
| ----------------- | ---------- | --------- | --------------------------------------------------------------------------- |
| Saint-George Ashe | skiff (m)  | Brons     | serie 1: 1ste in 6.38,8 halve finale 1: 3de in 8.37,2 finale: 3de in 8.15,6 |

### Rugby
Het Verenigd Koninkrijk was een van de drie landen die meededen aan het rugby spelen. Het team verloor zijn enige wedstrijd van Frankrijk. Vanwege reisplannen werd de wedstrijd tegen Duitsland geannuleerd.
| Olympiër | Discipline | Resultaat | Prestatie             |
| --- | ---------- | --------- | --------------------- |
| F. C. Bayliss Herbert Nicol J. Henry Birtles V. Smith James Cantion M. W. Talbot Arthur Darby Joseph Wallis Clement Deykin Claude Whittindale L. Hood Raymond Whittindale M. L. Logan Francis Wilson Herbert Loveitt | mannen     | Zilver    | V van Frankrijk: 8-27 |

### Schermen
| Olympiër         | Discipline         | Resultaat   | Prestatie                                    |
| ---------------- | ------------------ | ----------- | -------------------------------------------- |
| Josiah Bowden    | degen (m)          | kwartfinale | 1ste ronde groep H: 2de kwartfinale B: 4-6de |
| Charles Robinson | degen (m)          | 1ste ronde  | 1ste ronde groep J: 3-6de                    |
| Eugène Plisson   | floret masters (m) | 1st ronde   |                                              |

### Schietsport
Eén schutter nam deel namens het Verenigd Koninkrijk. Net als vier jaar eerder was Merlin weer van de partij. Ditmaal eindigde hij 7e in de trap.
| Olympiër      | Discipline | Resultaat | Prestatie |
| ------------- | ---------- | --------- | --------- |
| Sidney Merlin | trap (m)   | 7e        | 12 punten |

### Tennis
| Olympiër                          | Discipline     | Resultaat | Prestatie |
| --------------------------------- | -------------- | --------- | --- |
| Laurence Doherty                  | enkelspel (m)  | Goud      | 1ste ronde: W van FRA Lebréton: 6-2, 6-3 kwartfinale: W van USA de Garmendia: 6-2, 8-6 halve finale: W van GBR R Doherty: walk-over finale: W van GBR Mahony: 6-2, 6-4, 6-3 |
| Reginald Doherty                  | enkelspel (m)  | Brons     | 1ste ronde: W van FRA Durand: 6-2, 6-3 kwartfinale: W van FRA Lecaron: 6-2, 6-1 halve finale: V van GBR L Doherty: walk-over                                                |
| Harold Mahony                     | enkelspel (m)  | Zilver    | 1ste ronde: W van USA Sands: 6-2, 6-3 kwartfinale: W van FRA Décugis: walk-over halve finale: W van GBR Norris: 8-6, 6-1 finale: V van GBR L Doherty: 2-6, 4-6, 3-6         |
| Arthur Norris                     | enkelspel (m)  | Brons     | 1ste ronde: W van FRA Prévost: 6-4, 6-4 kwartfinale: W van GBR Warden: 6-4, 6-2 halve finale: V van GBR Mahony: 6-8, 1-6                                                    |
| Archibald Warden                  | enkelspel (m)  | 5e        | 1ste ronde: W van USA Grant: walk-over kwartfinale: V van GBR Norris: 4-6, 2-6                                                                                              |
| Laurence Doherty Reginald Doherty | dubbelspel (m) | Goud      | 1ste ronde: W van FRA Lebréton/Lecaron: 6-2, 6-3 halve finale: W van GBR Mahony/Norris: 6-4, 6-1 finale: W van FRA Décugis/ USA de Garmendia: 6-1, 6-0, 6-0                 |
| Harold Mahony Arthur Norris       | dubbelspel (m) | Brons     | 1ste ronde: W van FRA Durand/Fauchier-Magnan: 6-8, 6-1, 6-3 halve finale: V van GBR L Doherty/R Doherty: 4-6, 1-6                                                           |
|                                   |                |           | |
| Charlotte Cooper                  | enkelspel (v)  | Goud      | 1ste ronde: W van FRA Fourrier: 6-2, 6-0 halve finale: W van USA Jones: 6-2, 7-5 finale: W van FRA Prévost: 6-1, 6-4                                                        |
|                                   |                |           | |
| Charlotte Cooper Reginald Doherty | dubbelspel (g) | Goud      | 1ste ronde: vrij halve finale: W van USA Jones/ GBR Doherty: 6-2, 6-4 finale: W van FRA Prévost/ GBR Mahony: 6-2, 6-4                                                       |

### Turnen
| Olympiër       | Discipline               | Resultaat | Prestatie  |
| -------------- | ------------------------ | --------- | ---------- |
| Broadbeck      | individuele meerkamp (m) | 43e       | 245 punten |
| William Connor | individuele meerkamp (m) | 31e       | 250 punten |
| Hiatt          | individuele meerkamp (m) | 124e      | 172 punten |
| Pearce         | individuele meerkamp (m) | 54e       | 238 punten |
| Phillips       | individuele meerkamp (m) | 73e       | 222 punten |

### Voetbal
Het voetbalteam Upton Park F.C. vertegenwoordigde het Verenigd Koninkrijk in 1900. Het team won zijn eerste wedstrijd tegen het Franse Club Française, 4-0. Dit was goed voor goud.
| Olympiër | Discipline | Resultaat | Prestatie            |
| --- | ---------- | --------- | -------------------- |
| James Jones Richard Turner Claude Buckenham F. G. Spackman William Gosling John Nicholas Alfred Chalk Jack Zealley T. E. Burridge Henry Haslam William Quash | mannen     | Goud      | W van Frankrijk: 4-0 |

### Waterpolo
| Olympiër                                                                                            | Discipline | Resultaat | Prestatie                                                                                       |
| --------------------------------------------------------------------------------------------------- | ---------- | --------- | ----------------------------------------------------------------------------------------------- |
| Thomas Coe Robert Crawshaw William Henry John Jarvis Peter Kemp Victor Lindberg Frederick Stapleton | mannen     | Goud      | 1ste ronde: W van Frankrijk: 12-0 halve finale: W van Frankrijk: 10-1 finale: W van België: 7-2 |

### Zeilen
Het Verenigd Koninkrijk haalde net als Frankrijk vijf gouden medailles, maar slechts één andere; brons. Frankrijk daarentegen haalde acht keer zilver en acht keer brons. Daar moet tegen in worden gebracht dat de Britten slechts op 2 onderdelen geen medailles behaalden. De teamleden zijn die welke voorkomen in de database van het Internationaal Olympisch Comité.
| Olympiër                                                | Discipline        | Resultaat | Prestatie    |
| ------------------------------------------------------- | ----------------- | --------- | ------------ |
| Lorne Currie Algernon Maudslay John Gretton Linton Hope | -1 ton race 1 (m) | Goud      | 3.29,45      |
| Lorne Currie Algernon Maudslay John Gretton Linton Hope | -1 ton race 2 (m) | 4e        | 3.45,46      |
| Edward Hore                                             | -20 ton (m)       | Brons     | 23 punten    |
| Salusbury Mellor                                        | -20 ton (m)       | 5e        | 19 punten    |
| Cecil Quentin                                           | +20 ton (m)       | Goud      |              |
| John Selwin Calverley                                   | +20 ton (m)       | Zilver    |              |
| Byles                                                   | +20 ton (m)       | DNS       | niet gestart |
| Fynn                                                    | +20 ton (m)       | DNS       | niet gestart |
| Rait                                                    | +20 ton (m)       | DNS       | niet gestart |
| Aubry Harcourt                                          | +20 ton (m)       | DNS       | niet gestart |
| Kermedy                                                 | +20 ton (m)       | DNS       | niet gestart |
| Payet                                                   | +20 ton (m)       | DNS       | niet gestart |
| Fulcher                                                 | +20 ton (m)       | DNS       | niet gestart |
| James                                                   | +20 ton (m)       | DNS       | niet gestart |
| Lorne Currie John Gretton Linton Hope Algernon Maudslay | open klasse (m)   | Goud      | 5.56,17      |

### Zwemmen
| Olympiër            | Discipline                | Resultaat | Prestatie                                          |
| ------------------- | ------------------------- | --------- | -------------------------------------------------- |
| Robert Crawshaw     | 200m vrije slag (m)       | 4e        | serie 1: 2de in 2.40,0 finale: 4de in 2.45,6       |
| Peter Kemp          | 200m vrije slag (m)       | 11e       | serie 2: 2de in 2.51,0                             |
| Frederick Stapleton | 200m vrije slag (m)       | 6e        | serie 5: 2de in 2.47,0 finale: 6de in 2.55,0       |
| Thomas Burgess      | 1000m vrije slag (m)      | DNF       | serie 4: 2de in 16.54,0 finale: niet gefinisht     |
| John Jarvis         | 1000m vrije slag (m)      | Goud      | serie 1: 1ste in 14.28,6 finale: 1ste in 13.40,2   |
| Thomas Burgess      | 4000m vrije slag (m)      | 4e        | serie 1: 2de in 1:15.04,8 finale: 4de in 1:15.07,6 |
| William Henry       | 4000m vrije slag (m)      | DNF       | serie 2: 3de in 1:22.58,4 finale: niet gefinisht   |
| John Jarvis         | 4000m vrije slag (m)      | Goud      | serie 1: 1ste in 1:01.48,4 finale: 1ste in 58.24,0 |
| E. T. Jones         | 4000m vrije slag (m)      | DNF       | serie 3: niet gefinisht                            |
| Thomas Burgess      | 200m rugslag (m)          | DNF       | serie 1: 3de in 3.50,4 finale: 5de in 3.12,0       |
| Robert Crawshaw     | 200m rugslag (m)          | DNF       | serie 1: 2de in 3.15,0 finale: niet gefinisht      |
| William Henry       | 200m hinderniszwemmen (m) | 6e        | serie 2: 2de in 3.14,4 finale: 6de in 2.58,0       |
| Peter Kemp          | 200m hinderniszwemmen (m) | Brons     | serie 3: 1ste in 3.12,1 finale: 3de in 2.47,4      |
| Frederick Stapleton | 200m hinderniszwemmen (m) | 5e        | serie 1: 3de in 3.18,4 finale: 5de in 2.55,0       |

Argentinië · Australië · België · Bohemen · Brits-Indië · Canada · Cuba · Denemarken · Duitsland · Frankrijk · Griekenland · Groot-Brittannië · Haïti · Hongarije · Iran · Italië · Luxemburg · Mexico · Nederland · Noorwegen · Oostenrijk · Peru · Roemenië · Rusland · Spanje · Verenigde Staten · Zweden · Zwitserland · Gemengde teams